# حمض نووي ريبوزي ريبوسومي

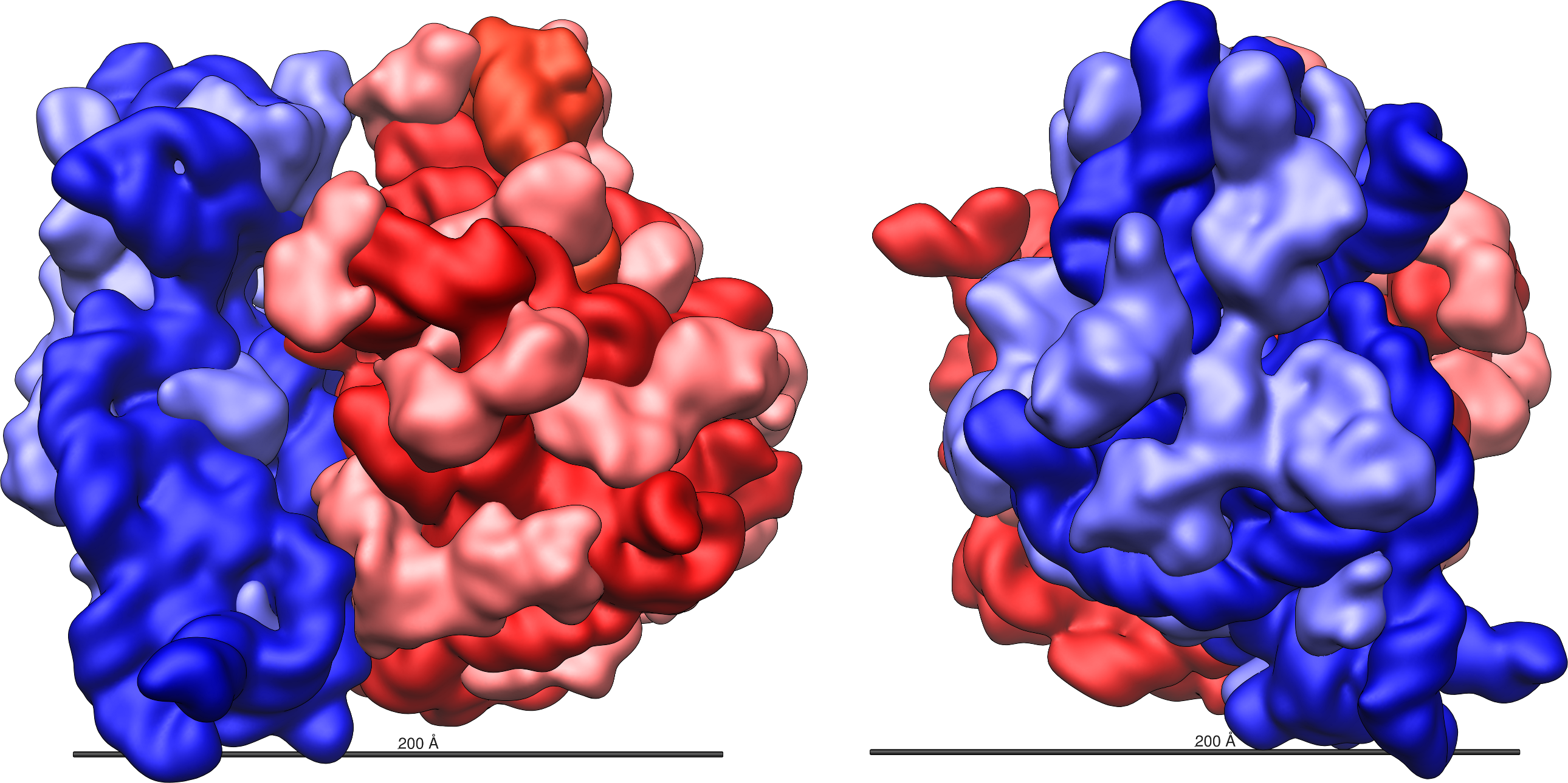
شكل مجسم للريبوسوم ، ويظر rRNA أزرق غامق (وحدة تحتية) و أحمر غامق (وحدة تحتية). الألوان الفاتحة تمثل بروتينات ريبوسومية.

الرنا الريبوسومي (بالإنجليزية: Ribosomal RNA)‏ هو أحد أنواع الحمض النووي الريبوزي وهو المكون الرئيس للريبوسوم. يتكوّن الحمض النووي الريبوزي الريبوسومي داخل النوية. ويحتوي على وحدة تحتية كبيرة ووحدة تحتية صغيرة حيث يتكوّن معقدا منهما، وهو ذو وزن جزيئي كبير. وتربط الوحدة التحتية الصغيرة في الريبوسوم بين الحمض النووي الريبوزي الرسول والحمض النووي الريبوزي الناقل ، في حين تقوم الوحدة التحتية الكبيرة بالمساعدة في تكوين الرابطة الببتدية بين الأحماض الأمينية في سلسلة بولي ببتيد (بروتين).

## الأهمية
تلعب خصائص الحمض النووي الريبوزي الريبوسومي دوراً هاماً في التطور أي أنها مهمة في الطب وعلم التصنيف.
- الرنا الريبوسومي (rRNA) هو أحد منتجات الجينات القليلة الموجودة في جميع الخلايا.[4] ولهذا السبب فإن الجينات المشفرة للرنا الريبوسومي تكون متسلسلة للتعريف بالمجموعة التصنيفية الخاصة بالكائن الحي وحساب المجموعات المرتبطة وتقدير نسب تباعد الأنواع. وهذا يؤدي إلى معرفة آلاف من سلاسل الرنا الريبوسومي، ويجري تخزينها في قواعد بيانات متخصصة ومثال عليها قاعدة RDP-II،[5] وقاعدة بيانات سيلفا (SILVA).[6]
- يمثل الرنا الريبوسومي (rRNA) هدفاً لعدة مضادات حيوية مرتبطة سريرياً: كلورامفينيكول وإريثروميسين وكاسوجاميسين وبارومومايسين وريسين وسارسين وسبكتينومايسن وستربتوميسين وثيوستريبتون.
- لقد ثبت أن الرنا الريبوسومي (rRNA) هو أصل الرنا الميكروي (microRNA) الخاص بالنوع. مثل (miR-663) الموجود عند البشر و(miR-712) الموجود عند الفئران. تنشأ هذه الرنا الريبوسومية عن مفساحات الرنا الريبوسومي المنسوخة الداخلية.[2]

## وصلات خارجية
- مشروع قاعدة بيانات SILVA للرنا الريبوسومي (بالإنجليزية)